# Новоселова (Махньовський міський округ)
Новосе́лова (рос. Новосёлова) — присілок у складі Махньовського міського округу Свердловської області.
Населення — 42 особи (2010, 50 у 2002).
Національний склад населення станом на 2002 рік: росіяни — 98 %.